# گادران مارسک
گادران مارسک (به انگلیسی: Gudrun Mærsk) یک کشتی است که طول آن ۳۶۷ متر (۱٬۲۰۴ فوت) می‌باشد. این کشتی در سال ۲۰۰۵ ساخته شد.